# Borgo (rione di Roma)
Borgo, è il quattordicesimo rione di Roma, indicato con R. XIV.

## Geografia fisica

### Territorio
Il territorio del rione comprende una parte pianeggiante, costituita dalle sabbie alluvionali del Tevere, ed una zona collinare, corrispondente alle pendici argillose del Colle Vaticano. Ha una pianta trapezoidale.
Il rione confina con:
- la Città del Vaticano (piazza San Pietro) ad ovest
- il Tevere ad est
- il rione Prati a nord
- il quartiere Aurelio a sud-ovest
- il rione Trastevere a sud

Amministrativamente, Borgo, a seguito della delibera comunale n.11 dell'11 marzo 2013, è entrato a far parte del nuovo I Municipio. In precedenza era incluso nell'ex XVII Municipio, insieme con il rione di Prati ed i quartieri Trionfale e Della Vittoria (intorno a piazza Mazzini).
Le strade principali corrono in direzione est-ovest e (con la notevole eccezione della moderna via della Conciliazione) non vengono chiamate vie, ma borghi.
Sebbene fortemente trasformato durante la prima metà del XX secolo, Borgo mantiene ancor oggi il suo significato storico di vestibolo di San Pietro e dei palazzi Vaticani.

## Storia

### L'età Romana:Ager Vaticanus

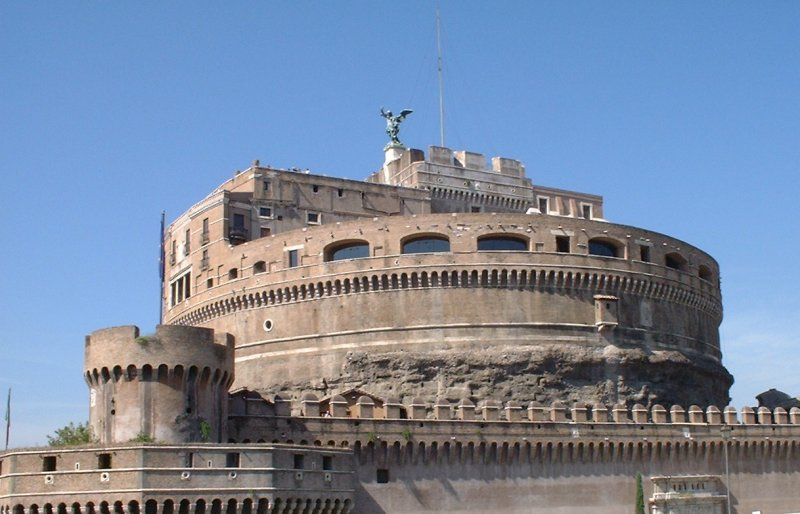
Il Mausoleo di Adriano costituisce il nucleo di Castel Sant'Angelo. I blocchi di peperino visibili nella parte bassa del tamburo risalgono all'epoca di Adriano.

Il territorio di Borgo durante il periodo romano faceva parte della quattordicesima Regio, Transtiberim, ed era chiamato Ager Vaticanus, a causa dei vaticini che gli augures etruschi colà eseguivano. Poiché si trovava al di fuori del pomerium, ed era malarico, esso fu usato come luogo di sepoltura. Alcune tombe raggiunsero proporzioni notevoli: fra queste, il cosiddetto Terebinthus Neronis, che era una tomba rotonda sormontata da un'alta torre; mentre la Meta Romuli (una piramide simile a quella Cestia tuttora esistente presso porta San Paolo), fu demolita solo nel 1499.
Ai piedi del colle Vaticano partivano due strade: la via Cornelia, che si univa alla via Aurelia vicino Tarquinii, e la via Triumphalis, che incontrava la via Cassia qualche km più a nord. Quest'ultima fu chiamata così perché, iniziando con Tito, gli imperatori romani la percorrevano per entrare nell'Urbe, quando celebravano i loro trionfi.
All'inizio dell'età imperiale, magnifiche villae e horti (giardini), come quelle possedute rispettivamente da Agrippina, moglie di Germanico e madre di Caligola (Horti Agrippinae), e da Domizia, moglie di Domiziano (Horti Domitiae), furono ricavati vicino alle pendici del Gianicolo e del colle Vaticano.
Caligola costruì nella zona un circo (Circus Gaianus), che fu poi ingrandito da Nerone (Circus Neronis). L'obelisco Vaticano che oggi si trova in Piazza San Pietro fu eretto lungo la sua spina. Il circo era collegato alla città mediante un Portico (Porticus). Nerone sostituì anche il ponte di legno della Via Triumphalis con un ponte di pietra (i cui resti possono ancora essere visti nel Tevere durante i periodi di magra), chiamato in suo onore Ponte Neroniano (Pons Neronianus o Triumphalis), ed eresse vicino al circo il suo teatro privato.
L'imperatore Adriano eresse vicino al Tevere un gigantesco mausoleo, che collegò alla riva sinistra mediante un altro ponte, il Pons Aelius (oggi Ponte Sant'Angelo).
Ma l'avvenimento che cambiò per sempre il destino della zona, fu il martirio di Pietro apostolo ai piedi del colle Vaticano nel 67, durante la prima persecuzione dei Cristiani. Il Santo fu sepolto nelle vicinanze, e questo fece del Vaticano un luogo di pellegrinaggio. Sulla tomba del Santo, papa Anacleto I eresse un oratorio, che nel 324 Costantino sostituì con una gigantesca basilica dedicata al principe degli Apostoli. Questa chiesa, l'antica basilica di San Pietro, divenne presto uno dei centri della Cristianità, fino alla sua demolizione nel XVI secolo, quando al suo posto fu eretta la nuova basilica di San Pietro).

### Il Medioevo:Civitas Leonina

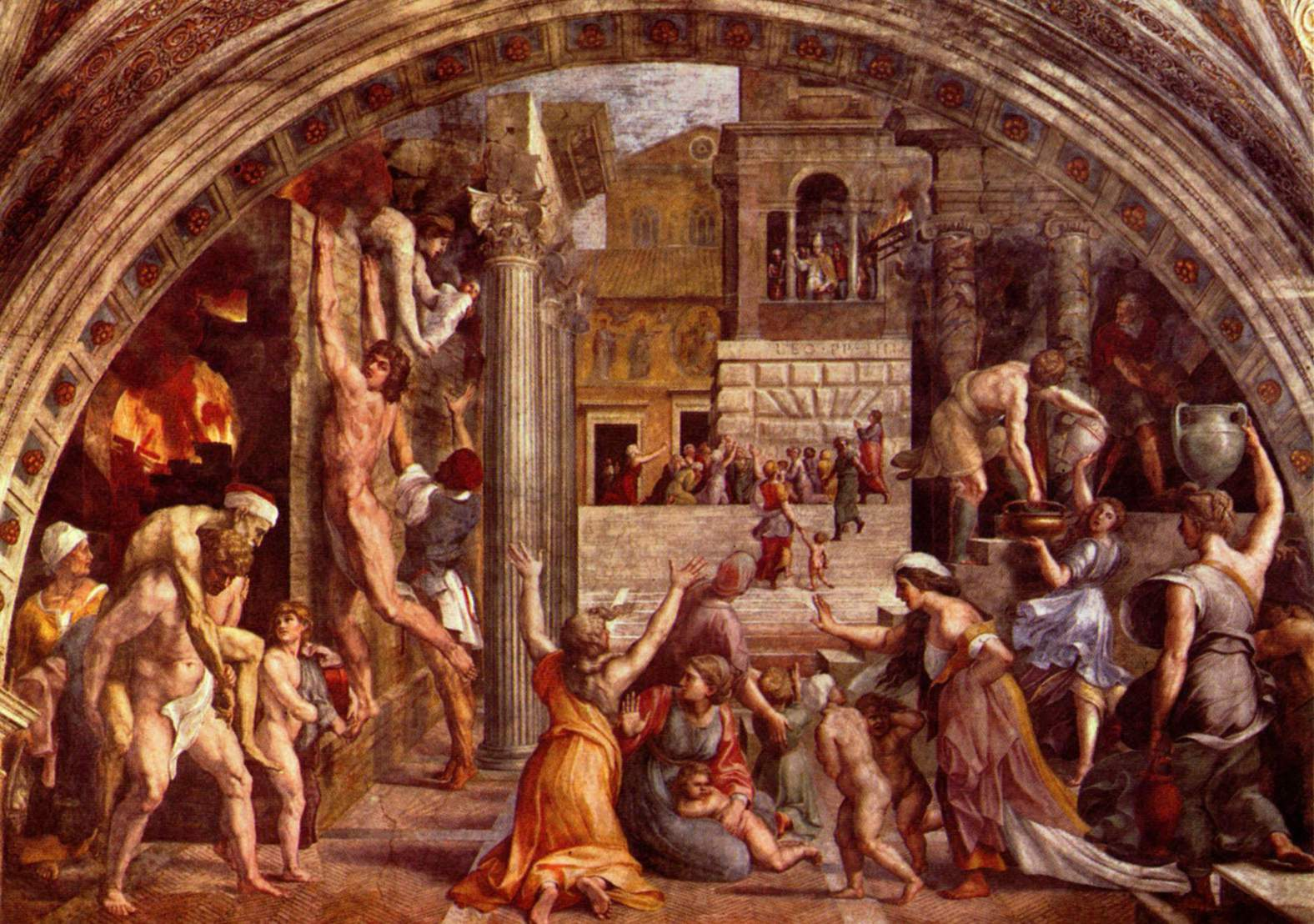
Raffaello, l'incendio di Borgo

Durante l'Alto Medioevo il Ponte Neroniano cadde in rovina, mentre il Mausoleo di Adriano fu trasformato in una fortezza (Castel Sant'Angelo), il possesso della quale assicurava il controllo dell'Urbe.
Nonostante molte guerre e nuove invasioni abbiano devastato Roma durante quei secoli, il flusso di pellegrini al sepolcro dell'apostolo non cessò mai. I pellegrini di varie popolazioni nordiche residenti in Roma si raccoglievano insieme in associazioni chiamate Scholae, il cui compito era quello di assistere i connazionali giunti a Roma. Le più importanti erano quelle dei Franchi, Sassoni, Frisoni e Longobardi (convertitisi al cattolicesimo alla fine del VII secolo). Ogni Schola possedeva un ospitale (edificio dove, appunto, si ospitavano i nuovi arrivati) ed una chiesa. Una delle prime – la Schola Saxonum - fu eretta durante l'VIII secolo da Ina, re dei Sassoni. Il loro ospitale divenne il nucleo del futuro Ospedale di Santo Spirito, uno dei più antichi e più grandi di Roma, fondato da papa Innocenzo III nel 1198. Vicino all'ospedale fu eretta la chiesa di Santo Spirito in Sassia. I pellegrini germanici dettero alla zona intorno alle loro Scholae il nome Burg (in tedesco antico "centro fortificato") che, italianizzato, divenne il nome del quartiere.

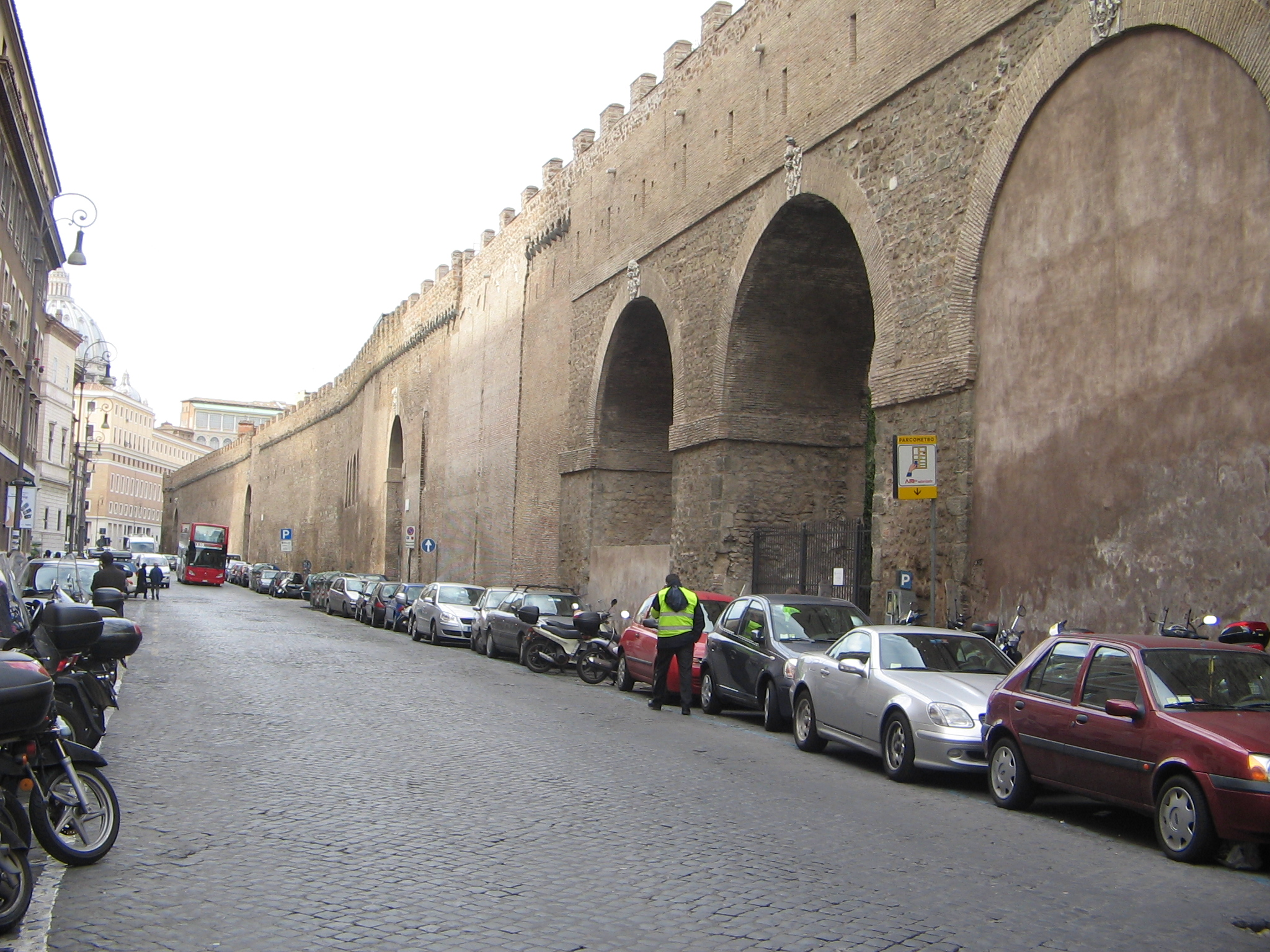
Il Passetto, chiamato in romanesco er Coridore, visto da Borgo Sant'Angelo: Via dei Corridori (l'antico Borgo dell'Elefante, chiamato così a causa dell'elefante Annone), e la cupola di San Pietro sono sullo sfondo.

Trovandosi al di fuori delle Mura aureliane, Borgo rimase sempre esposto ad attacchi provenienti dall'esterno. Durante l'VIII e il IX secolo il quartiere e la basilica furono saccheggiati diverse volte dai Saraceni, i quali invadevano Roma risalendo il Tevere dalla foce con le loro navi e venne devastato da incendi: quello dell'847 fu immortalato da Raffaello Sanzio nell'affresco dipinto nelle stanze Vaticane.
Finalmente, Leone IV si decise a proteggere il quartiere costruendo le mura che portano tuttora il suo nome. Il 27 giugno 852 il Pontefice, accompagnato dal clero e dal popolo, dette inizio alla costruzione camminando a piedi scalzi lungo il circuito delle future mura. Quindi, per accrescerne la popolazione, papa Leone fece stabilire in Borgo diverse famiglie di Corsi.
Da questo momento, il quartiere non venne più considerato una parte dell'Urbe, ma una città separata, la Città Leonina (Civitas Leonina), con magistrati e governatore propri.
Fu solo nel 1586, sotto papa Sisto V, che Borgo, come quattordicesimo rione, divenne nuovamente una parte di Roma. Le mura leonine, le quali incorporarono un muro più antico costruito da Totila durante la guerra gotica, esistono ancora fra il Vaticano e Castel Sant'Angelo, dove portano il nome di Passetto. Esso costituisce un corridoio coperto il quale, in caso di pericolo, può essere usato - e diversi pontefici ne fecero effettivamente uso - come via di fuga dalla residenza papale al Castello.

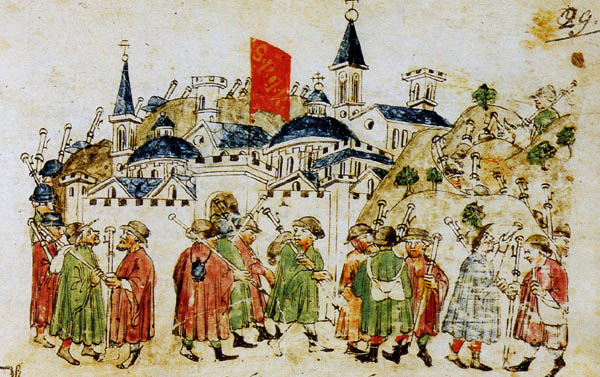
Una miniatura contemporanea la quale raffigura pellegrini che raggiungono Roma durante il Giubileo del 1300. Essi si avvicinano alla Città leonina da nord (Prati di Castello). Le colline sullo sfondo sono (da destra a sinistra) Monte Mario, Vaticano e Gianicolo.

Durante il Medioevo il quartiere era scarsamente popolato, con case sparse, alcune chiese e molti orti. C'erano anche diverse fornaci di mattoni, le quali usavano l'argilla abbondante sui colli Vaticano e Gianicolense. Un piccolo scalo fluviale, il Porto Leonino, usato più tardi per trasportare i blocchi di travertino necessari per la costruzione della nuova San Pietro, esisteva a sud di Castel Sant'Angelo.
I pellegrini che si recavano a San Pietro provenienti dalla riva sinistra dovevano attraversare Ponte Sant'Angelo, quindi passavano per una porta (chiamata più tardi porta Castello), e infine percorrevano il Borgo dei Sassoni (l'odierno Borgo Santo Spirito) oppure il Porticus o Portica (chiamato in quel tempo anche Porticus Sancti Petri), il quale era ancora in piedi. Coloro i quali provenivano da Trastevere lungo la futura via della Lungara entravano dalla Porta Settimiana (l'odierna Porta Santo Spirito). Infine, i romei provenienti da nord (monte Mario) lungo la via Francigena, passavano nel Borgo entrando da porta San Pellegrino (chiamata anche Viridaria a causa della vicinanza con i giardini Vaticani).
Durante il primo Giubileo, il quale ebbe luogo nel 1300 sotto Bonifacio VIII, la Città leonina, come ricorda Dante nella Divina Commedia
fu visitata da un numero enorme di pellegrini.
Durante la Cattività avignonese Borgo, come del resto tutta Roma, decadde. La Portica crollò, e al suo posto fu ricavata la strada di Borgo Vecchio, chiamato anche Carriera Martyrum a causa dei martiri portati a morire nel Circo di Nerone. A quel tempo solo Borgo Santo Spirito e Borgo Vecchio permettevano dunque di raggiungere San Pietro a chi proveniva dalla sponda sinistra.

### L'età rinascimentale

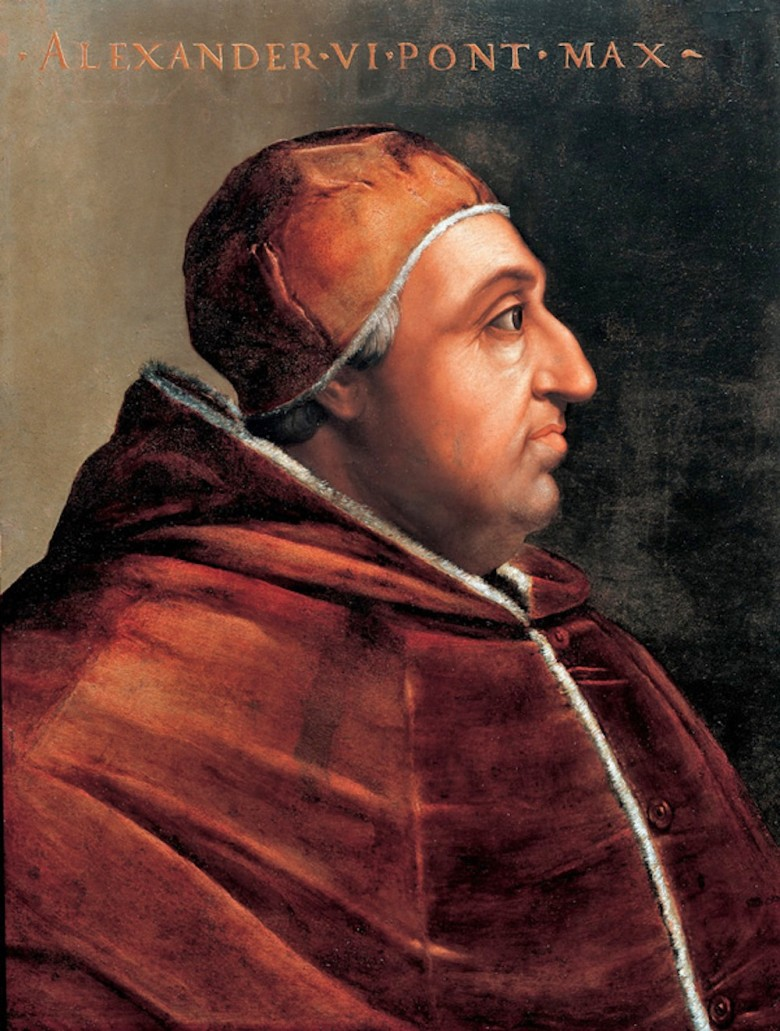
Papa Alessandro VI ebbe una parte importante nello sviluppo di Borgo. Il più famoso fra i suoi figli, Cesare Borgia, viveva nella Città Leonina

La rinascita di Borgo cominciò con la fine dello Scisma d'Occidente e l'inizio del Rinascimento. A quel tempo, il centro di gravità di Roma iniziava a spostarsi dalla zona intorno al Campidoglio, dove la Roma medievale si era sviluppata, alla pianura del Campo Marzio. Nello stesso periodo, i papi abbandonarono finalmente il complesso Lateranense per il Vaticano, il quale divenne il nuovo centro di potere della Chiesa. L'intensa attività edilizia, e soprattutto la ricostruzione di San Pietro, che fu il risultato finale di questo spostamento, attrasse in Borgo diversi artisti, mentre il rinnovato flusso di pellegrini stimolò il commercio.
Sotto Niccolò V, Bernardo Rossellino immaginò tre strade divergenti dotate di portici le quali portavano a San Pietro, ma la morte del Pontefice interruppe il progetto. Papa Sisto IV aprì una nuova strada parallela al Passetto, chiamata in suo onore via Sistina (l'odierno Borgo Sant'Angelo).
Magnifici edifici dallo stile severo furono costruiti da alti prelati e nobili all'inizio del XVI secolo. I più importanti sono: Palazzo Branconio dell'Aquila, progettato da Raffaello Sanzio; Palazzo Caprini di Donato Bramante (una casa più tardi acquistata da Raffaello, e divenuta poi parte del Palazzo dei Convertendi); Palazzo Castellesi, costruito dal cardinale Adriano Castellesi, attribuito ad Andrea Bregno o Bramante ed una copia in scala minore del Palazzo della Cancelleria; Palazzo dei Penitenzieri, opera di Baccio Pontelli. Questi ultimi tre palazzi si affacciavano su una piccola piazza (Piazza del Cardinale di San Clemente, più tardi Piazza Scossacavalli), che divenne la più importante del Borgo.

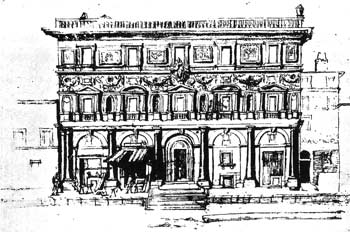
Palazzo Branconio Dell'Aquila, uno dei capolavori del Rinascimento, fu abbattuto nel XVII secolo per aprire la nuova piazza Rusticucci, chiamata così dal palazzo omonimo.

Nel rione vennero costruiti eleganti palazzetti anche per ricchi borghesi, come la casa di Febo Brigotti ed il palazzo Jacopo da Brescia, i cui committenti erano medici rispettivamente di Paolo III e Leone X.
La Città leonina in quel tempo era rinomata in tutta Roma anche per le sue stufe. Questi edifici, la cui tradizione proveniva dalla Germania (il nome deriva dalla parola tedesca Stube), erano una via di mezzo fra un bagno romano e una sauna, ed erano spesso frequentati da artisti, i quali lì potevano studiare i nudi con comodità (Raffaello stesso possedeva una stufa in Borgo, vicino al suo palazzo).
Per risolvere il problema del traffico, una nuova strada, la Via Alexandrina o Recta, più tardi chiamata Borgo Nuovo, fu aperta durante il Giubileo del 1500 da papa Alessandro VI Borgia. Bisogna notare che dopo la creazione di Borgo Nuovo a nord della strada già esistente di Borgo Vecchio, si era venuta a creare una fila di case fra le due strade la quale, a causa della somiglianza con la linea mediana di un circo romano, venne chiamata "spina". Essa era interrotta circa a metà da piazza Scossacavalli. Da allora in poi la demolizione della spina divenne un tema ricorrente dell'urbanistica romana. Vari progetti, iniziando con quello di Carlo Fontana nel tardo XVII secolo, furono concepiti a questo scopo, sino a quando, per volontà di Mussolini e Pio XI, questa idea venne finalmente attuata.

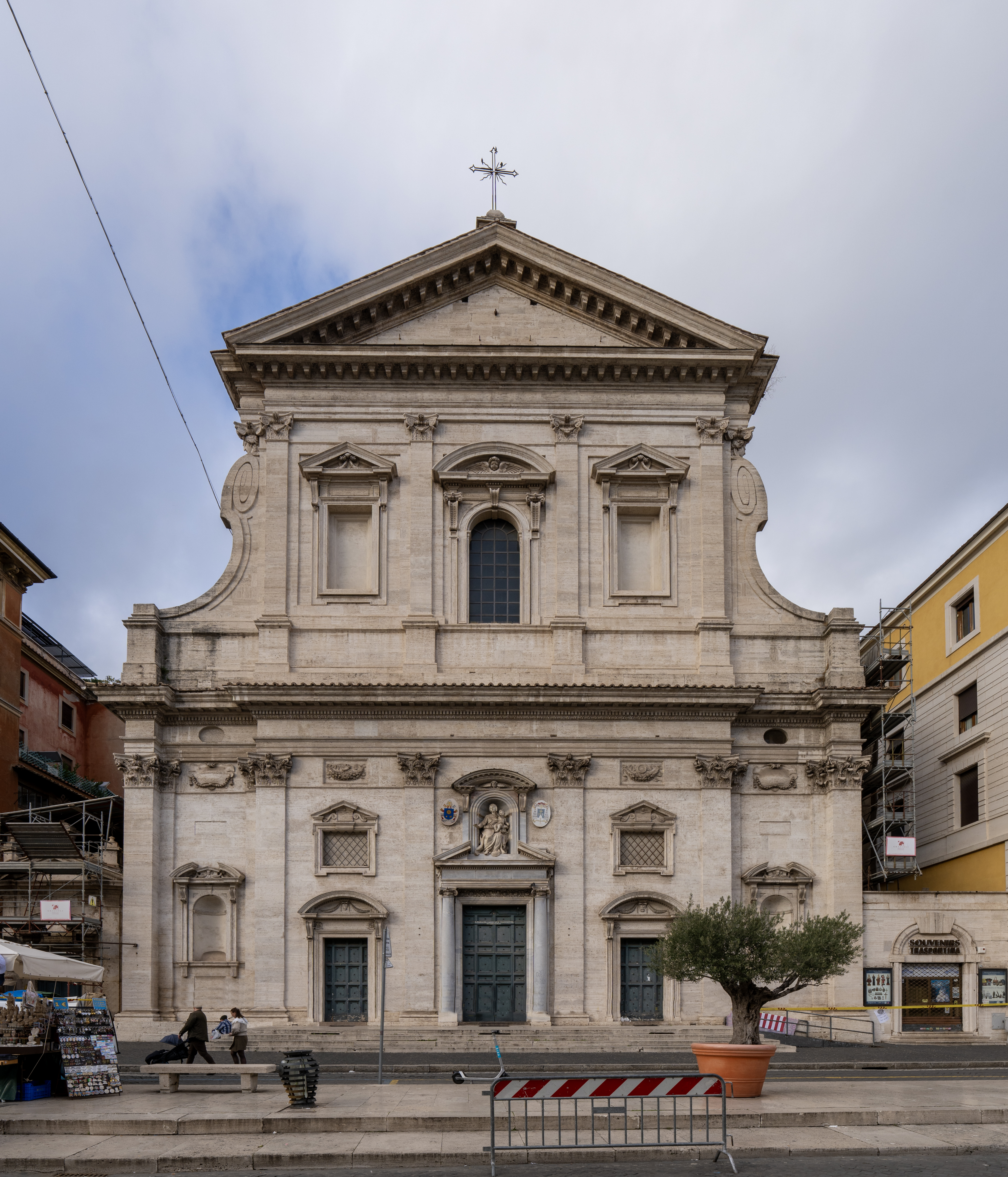
Santa Maria in Traspontina, opera di G. S. Peruzzi, è la sola chiesa a Roma la cui cupola non ha un tamburo. L'altezza più bassa così raggiunta permetteva agli artiglieri del Castello (i quali nella chiesa possedevano una cappella) di esercitarsi tirando sul Gianicolo.

L'età d'oro di Borgo raggiunse il suo apogeo durante il regno dei due papi fiorentini, Leone X e Clemente VII, entrambi Medici. Sotto quest'ultimo, il quartiere aveva una popolazione di 4 926 abitanti, quasi tutti scapoli e non romani. Ben nove dei venticinque cardinali di Curia, ognuno dei quali manteneva una Corte di centinaia di persone, vivevano qui. Gli artisti più importanti (come Raffaello) acquistarono o costruirono le loro abitazioni in Borgo. La sola presenza femminile importante era quella delle cosiddette Cortigiane, prostitute "oneste", le quali erano le amanti di alti prelati e nobili.

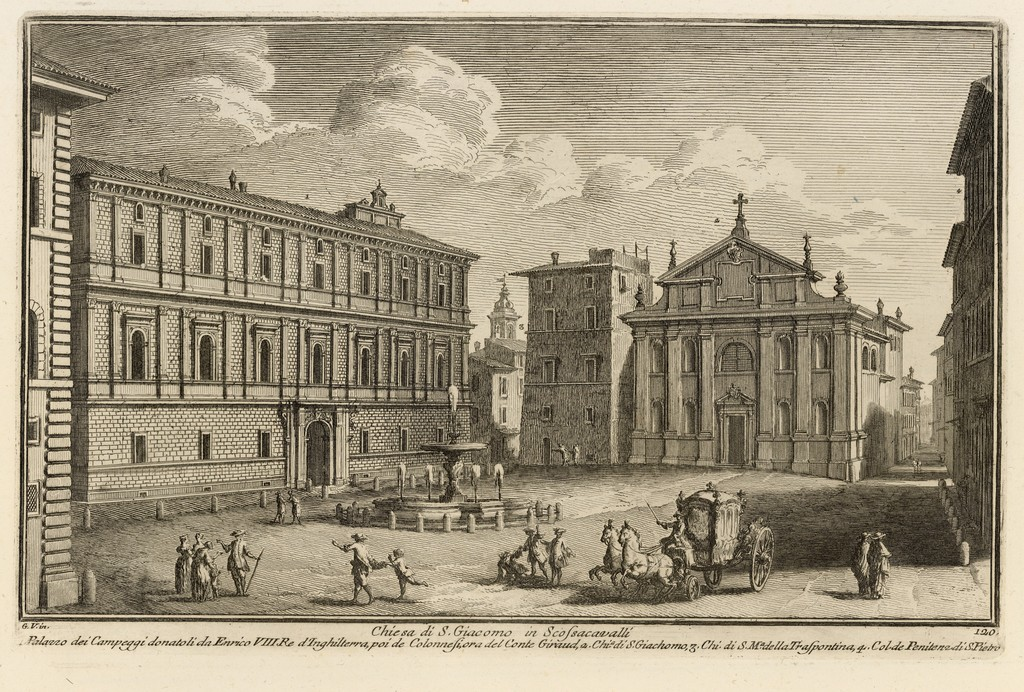
Piazza Scossacavalli (distrutta nel 1937) in una stampa del settecento opera di Giuseppe Vasi. Sullo sfondo si vede la chiesa di San Giacomo e a sinistra Palazzo Giraud. In mezzo alla piazza è visibile la fontana di Carlo Maderno, ora rimontata di fronte a Sant'Andrea della Valle, nel rione di Sant'Eustachio.

Tutto questo finì bruscamente il 6 maggio 1527, quando le soldatesche di Carlo V irruppero nella Città Leonina e la saccheggiarono senza pietà, dando così inizio al Sacco di Roma. Clemente VII, avvolto nel mantello scarlatto di Paolo Giovio, che nascondeva la sua veste bianca, sfuggì a malapena alla cattura, fuggendo lungo il Passetto e chiudendosi dentro Castel Sant'Angelo, mentre tutte le Guardie svizzere, eccetto quelle che proteggevano la sua fuga, vennero trucidate vicino all'obelisco.
Nonostante questo disastro, il quartiere si riprese piuttosto velocemente. Paolo III restaurò le mura, facendo erigere tre nuovi Bastioni e la Porta Santo Spirito (opera di Antonio da Sangallo il Giovane), mai completata.
Borgo continuò a svilupparsi in modo tale, che nel 1565 Pio IV iniziò la costruzione di tre nuove strade, tutte poste a nord del Passetto, e chiamate rispettivamente Borgo Pio (dal nome del Pontefice), Borgo Vittorio (dalla vittoria di Lepanto) e Borgo Angelico (da Angelo, il nome di battesimo del Papa). Per incoraggiare il nuovo insediamento, egli concesse privilegi fiscali ai romani che si fossero trasferiti in quella zona. Nuove mura e una porta monumentale (Porta Angelica) furono costruite per proteggere la nuova area, la quale in onore del papa fu chiamata Civitas Pia.
Pio IV fece anche demolire diverse chiese e monasteri: fra queste, nel 1564 venne abbattuta l'antica chiesa di Santa Maria in Transpontina, la quale si trovava troppo vicina al Castello. Una nuova chiesa con lo stesso nome fu costruita nel 1587 a metà di Borgo Nuovo.

### XIV rione di Roma

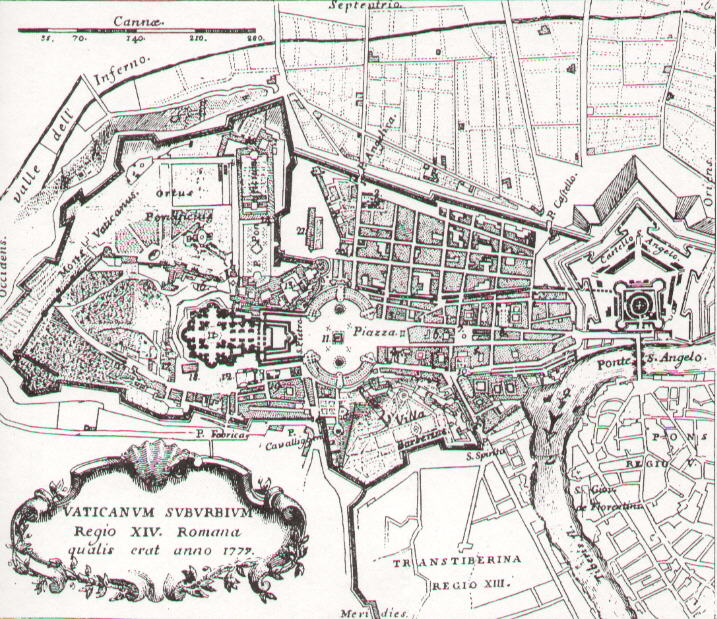
Borgo nel 1779 (Mappa edita da Monaldini). Le sette strade che si irradiano dal Castello sono, da nord a sud: Borgo Angelico, Borgo Vittorio, Borgo Pio, Borgo Sant'Angelo, Borgo Nuovo, Borgo Vecchio e Borgo Santo Spirito.

Il 9 dicembre 1586 (l'anno nel quale Domenico Fontana eresse in piazza San Pietro l'obelisco che un tempo si trovava nel circo di Nerone), papa Sisto V dichiarò Borgo quattordicesimo Rione della città.
All'inizio del XVII secolo papa Paolo V restaurò l'Aqua Traiana, un antico acquedotto romano, e fece costruire diverse fontane (fra queste, quella progettata da Carlo Maderno in piazza Scossacavalli, ora rimontata di fronte alla chiesa di Sant'Andrea della Valle).
Papa Alessandro VII, dopo il completamento del bellissimo colonnato progettato da Gian Lorenzo Bernini (costruito fra 1656 e 1665), ordinò la demolizione del primo isolato di fronte ad esso. Egli venne così a creare la piazza Rusticucci, vestibolo di piazza San Pietro. Fra gli edifici che furono così distrutti, ci fu palazzo Branconio.
Durante il Settecento e il primo Ottocento la Città leonina continuò la sua esistenza pacifica e poté mantenere le sue caratteristiche. La borghesia abbandonò il rione per i nuovi insediamenti in Campo Marzio. Borgo divenne un quartiere abitato da gente semplice: artigiani o lavoratori presso il Vaticano, molto devoti ma al tempo stesso sempre aperti alle nuove idee, ed uomini di chiesa, i quali apprezzavano la vicinanza con la Santa Sede.
Molti venditori di articoli religiosi, chiamati paternostrari o coronari, avevano i loro negozi qui. Alla periferia del quartiere, in vicolo degli Ombrellari, una stradina vicino a Borgo Pio, vennero concentrate le botteghe dei fabbricanti di ombrelli, concentrate lì a causa del cattivo odore che emanava dalla stoffa verniciata. In Borgo Vecchio erano attive diverse piccole fonderie, specializzate nella fusione di oggetti artistici di bronzo. Un'industria particolare era quella della fabbricazione delle campane: l'ultima fonderia, situata nel vicolo del Farinone, chiuse intorno al 1995, dopo un'attività durata circa 450 anni. In Borgo prosperavano anche molte famose osterie, dove romani e pellegrini potevano ristorarsi.
Un'altra professione tipica degli uomini di Borgo era quella di boia. Infatti, il carnefice non poteva vivere od anche solo recarsi sulla sponda sinistra del fiume ("Boia nun passa Ponte", era un proverbio romano), ma doveva rimanere sulla riva destra.
L'evento annuale più importante per il rione era la processione del Corpus Domini, la quale aveva inizio e fine a San Pietro, ed era guidata dal papa stesso. In questa occasione tutti gli edifici del rione erano pavesati con stendardi e bandiere.
Le cose iniziarono a cambiare di nuovo per la Città leonina durante l'occupazione francese sotto Napoleone. Il prefetto di Roma, Camille de Tournon, iniziò la demolizione della spina, ma il progetto dovette essere interrotto quasi subito a causa della mancanza di fondi.
Durante il Risorgimento Borgo, insieme con Trastevere e Monti, fu uno dei rioni dove l'opinione pubblica appoggiò con grande entusiasmo la lotta per l'indipendenza italiana. Quando, subito dopo il 20 settembre 1870, gli italiani offrirono al Papa la piena sovranità sulla Città leonina con tutti i suoi abitanti, questo causò dimostrazioni in Borgo. La mattina del 21 settembre, mentre di fronte a Porta San Pancrazio si svolgeva le cerimonia dell'onore delle armi ai reparti papalini, il generale comandante Cadorna ricevette la richiesta del Pontefice, prima in forma verbale da parte dell'ambasciatore prussiano e poi scritta dal generale Kanzler, comandante dell'esercito pontificio, di inviare truppe italiane ad occupare anche Borgo per garantire l'ordine pubblico dato che le forze pontificie erano state disarmate.
Cadorna, pur lamentando che solo il giorno prima aveva acconsentito a lasciare a disposizione del Papa guardie nobili, palatine e svizzere, oltre ad una compagnia di gendarmi pontifici, proprio per evitare simili accadimenti, acconsentì a far presidiare dai soldati italiani anche le strade del rione.
Va rilevato però che al plebiscito del 2 ottobre 1870 solo 1 566 abitanti della Città leonina votarono per l'annessione all'Italia, a fronte di 16 590 aventi diritto al voto.
L'offerta di mantenere il rione extraterritoriale e soggetto solo alla sovranità del papa fu in ogni caso rifiutata da Pio IX, il quale preferì invece dichiararsi prigioniero dello Stato Italiano e rinchiudersi nel complesso Vaticano. Il decreto regio dell'11 ottobre 1870 sancì pertanto il passaggio di tutta la città, senza alcuna esclusione, nel Regno d'Italia.
Dopo il 1870, le mura di Pio IV che proteggevano il rione a nord, furono demolite insieme con la Porta Angelica per facilitare la comunicazione con il nuovo rione di Prati.
Fra il 1886 e 1911 un nuovo ponte, ponte Vittorio Emanuele II, posto poco più a nord dei ruderi del Ponte di Nerone, unì la nuova arteria di Corso Vittorio Emanuele con Borgo.
Nei primi anni del XX secolo fu nuovamente ipotizzato di riportare il rione, o parte di esso, sotto la sovranità del papa ma alla fine con i Patti Lateranensi del 1929 solo la Città del Vaticano divenne de iure uno stato estero.

### 1929-1950: la distruzione dellaSpina

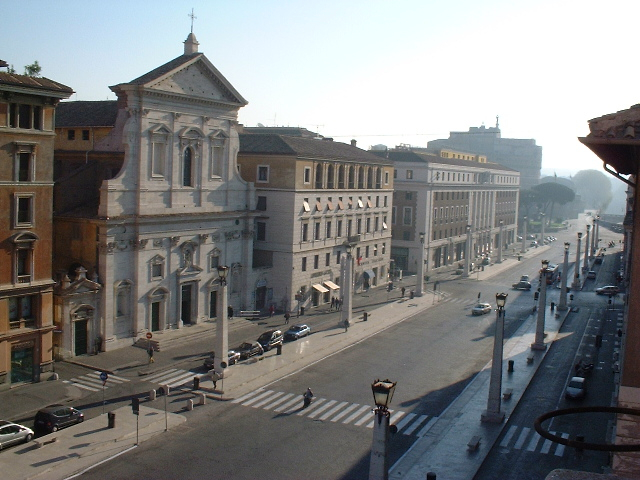
Via della Conciliazione all'alba vista dal Palazzo dei Penitenzieri

Lo sventramento dei Borghi ha inizio nel 1929, anno del Concordato. La Santa Sede è disponibile a dare la sua collaborazione per rimuovere gli edifici riacquisiti nella spina ed intorno; via della Conciliazione diventerà il luogo dove si potrà assegnare a Roma il ruolo di capitale del Fascismo e del Cattolicesimo. Il comune, divenuto governatorato, avrà il compito di coordinare i lavori.
La Santa Sede, con il riconoscimento del cattolicesimo romano come unica religione di Stato, con lo sventramento dei Borghi e l’apertura di via della Conciliazione, diventa, in epoca fascista, una presenza istituzionale significativa nei confronti della società italiana. A Roma, il nuovo stradone della Conciliazione, in asse con San Pietro, e significativamente allineato con Montecitorio, è proposto come il nuovo riferimento a scala urbana. Questo nuovo assetto, intende contrastare il ruolo simbolico, laico e nazionale, del monumento a Vittorio Emanuele, e impone la presenza della Santa Sede con un’immagine monumentale, grandiosa e profonda, nel disegno e nello spazio, anche civile, della “Città Santa”.
Inizialmente, i due architetti Attilio Spaccarelli e Marcello Piacentini manifestano delle divergenze: il primo è promotore di una demolizione parziale, il secondo è favorevole ad un intervento più radicale per risolvere il secolare problema dell'accesso al Tempio della cristianità, divergenze che sono poi superate: nel febbraio 1935 i due sono incaricati dal governatore Giuseppe Bottai della sistemazione della zona compresa tra piazza Pia e piazza Rusticucci. Dopo più di un anno, il 20 giugno 1936 il progetto, supportato da rilievi tecnici, fotografie e plastici viene presentato al Duce nel quartier generale degli architetti, a Castel Sant'Angelo; otto giorni dopo Bottai lo illustra a papa Pio XI nelle logge di Raffaello del Palazzo Apostolico, ottenendo il parere favorevole del pontefice.
Alle ore 9 del 29 ottobre 1936, Mussolini, con indosso la divisa di comandante generale della milizia, sale, accompagnato da Bottai e seguito da uno stuolo tra i quali si annoverano rappresentanti di Camera, Senato, Governo e Santa Sede sulla terrazza di Palazzo Sauve, edificio di testata della Spina in piazza Pia, imbraccia il piccone e sferra il primo colpo al cornicione del palazzo: con questo rituale, ormai consolidato, dà ufficialmente inizio alla demolizione dei Borghi. Su ordine dello stesso Mussolini gli operai presenti quel giorno sul cantiere sono premiati per il loro impegno con 100 lire ciascuno.

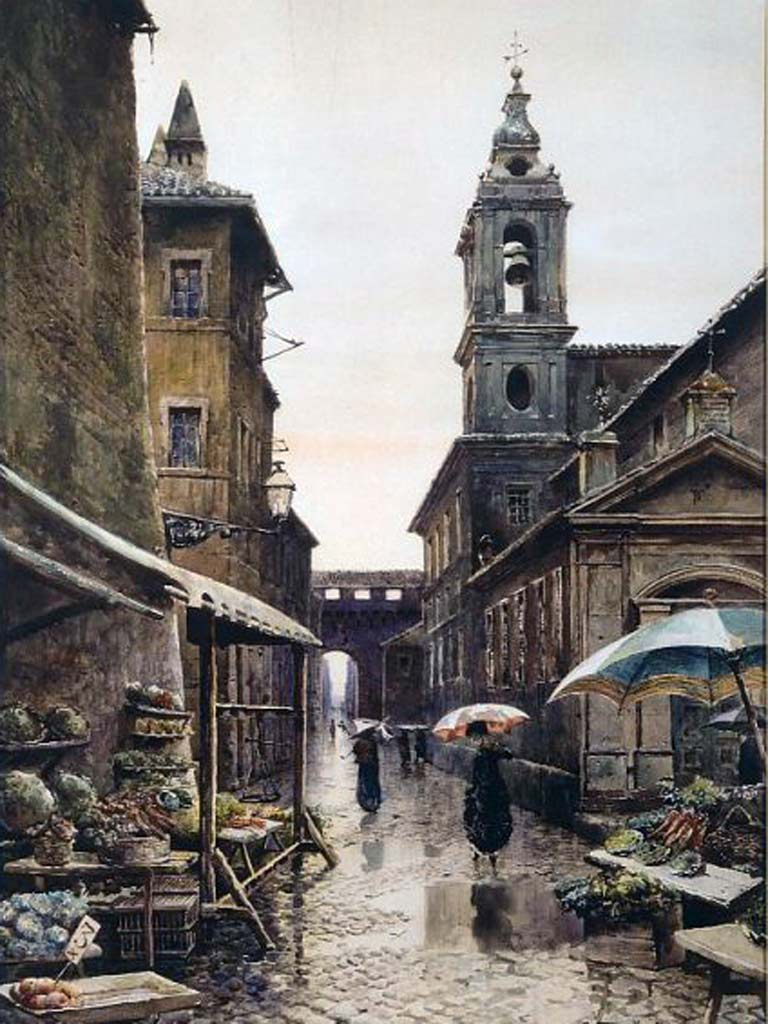
Vicolo del Campanile di Borgo in un acquerello di Ettore Roesler Franz (1880 circa) La casa sulla sinistra in primo piano appartiene alla spina. Il campanile è quello di Santa Maria in Traspontina, chiesa parrocchiale di Borgo. Sul lato sinistro di questo vicolo è visibile ancor oggi un raro esempio di Casa Graffita del Rinascimento.

Nell'agosto del 1936 la II ripartizione del Governatorato dà inizio alle procedure di esproprio, semplificate dall'applicazione del Regio Decreto 981 del 1931: sono riportati in tabelle i dati dei fabbricati da demolire (proprietario, estremi catastali, via e numero civico, destinazione d'uso e indennità di esproprio); la pubblica affissione di manifesti avvia la procedura che termina, una volta avvenuto lo sgombero, con la comunicazione dell'avvenuta cessazione del reddito all'Ufficio Distrettuale delle imposte dirette. La V Ripartizione, che ha il compito di seguire i lavori, deve scegliere la società alla quale verrà affidata la demolizione dei lotti. Tra i nomi delle imprese partecipanti, ricorrono frequentemente quelli di Tudini e Talenti, Federici, Manfredi, Vaselli, che da tempo detengono il monopolio nella gestione dei grandi lavori pubblici.
La demolizione della Spina ha inizio da Palazzo Sauve, che viene espropriato con deliberazione dell'agosto del 1936 e assegnato con contratto del 24 settembre alla Società Anonima Vaselli Romolo, ditta del conte Romolo Vaselli, costruttore romano in affari da decenni con l'amministrazione capitolina. A gennaio del 1937 viene affidata alla Società Anonima La Prenestina la demolizione della restante parte della Spina fino a piazza Rusticucci, il cui esproprio era già avvenuto nel settembre del 1936. In pochi mesi vengono rasi al suolo tutti i fabbricati tra Borgo Vecchio e Borgo Nuovo: piccole unità immobiliari, con al piano terra botteghe ospitanti attività commerciali artigianali; sono demoliti anche il Collegio di Santa Maria per le Missioni Maronite su Borgo Nuovo e il Palazzo delle Prigioni, detto anche del Governatore o del Soldato, progettato da Antonio da Sangallo il Giovane, all'incrocio tra Borgo Vecchio, Borgo Nuovo e vicolo Dritto. I lavori procedono senza sosta, gli operai svolgono il loro turno di lavoro anche di notte; su precisa disposizione del Governatorato i calcinacci vengono impiegati per riempire le cantine dei fabbricati demoliti.
L'8 ottobre 1937 la spina aveva cessato di esistere e San Pietro era visibile da Castel Sant'Angelo. A causa della guerra i lavori furono poi interrotti.
Nell'immediato dopoguerra, nonostante il clima politico e quello culturale fossero cambiati, il governo italiano e la Santa Sede decisero di portare a termine il progetto. Due propilei furono costruiti di fronte a piazza San Pietro (in quello meridionale fu incastonata l'antica chiesa di San Lorenzo in Piscibus), e due edifici monumentali furono eretti all'inizio della strada verso il castello. I lavori furono terminati in tempo per il Giubileo del 1950, con l'erezione di due file di obelischi (che i romani battezzarono prontamente "le supposte").
Il risultato fu che quasi tutti gli edifici del Rione situati a sud del Passetto furono demoliti e una nuova grande arteria, via della Conciliazione (così chiamata a causa del Trattato del 1929 fra l'Italia e la Santa Sede), sorse al loro posto. Pochi edifici importanti (Santa Maria in Traspontina, Palazzo Torlonia, Palazzo dei Penitenzieri) furono salvaguardati, poiché si trovavano più o meno in asse con la nuova strada.
Tutti gli altri furono o demoliti e ricostruiti con le fronti sulla nuova strada (come Palazzo dei Convertendi, ricostruito su via della Conciliazione, e le case di Febo Brigotti e Jacopo da Brescia, le cui facciate furono rimontate sulla nuova via dei Corridori), oppure (come le chiesette di San Giacomo a Scossacavalli e San Michele Arcangelo ai Corridori di Borgo, erette rispettivamente su piazza Scossacavalli e lungo il Passetto) demoliti e mai più ricostruiti.

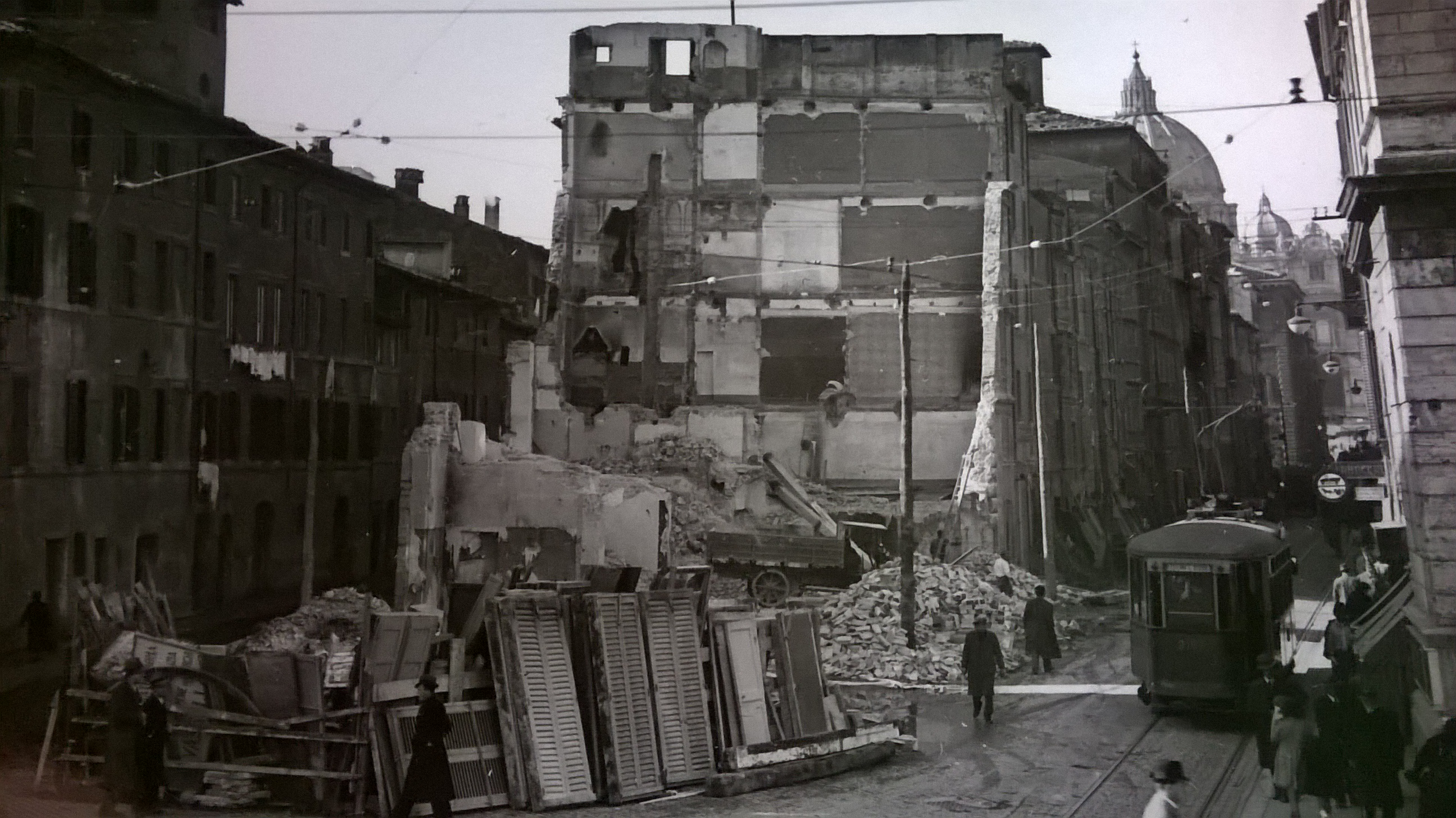
Veduta del primo tratto della Spina di Borgo in corso di demolizione (1937).

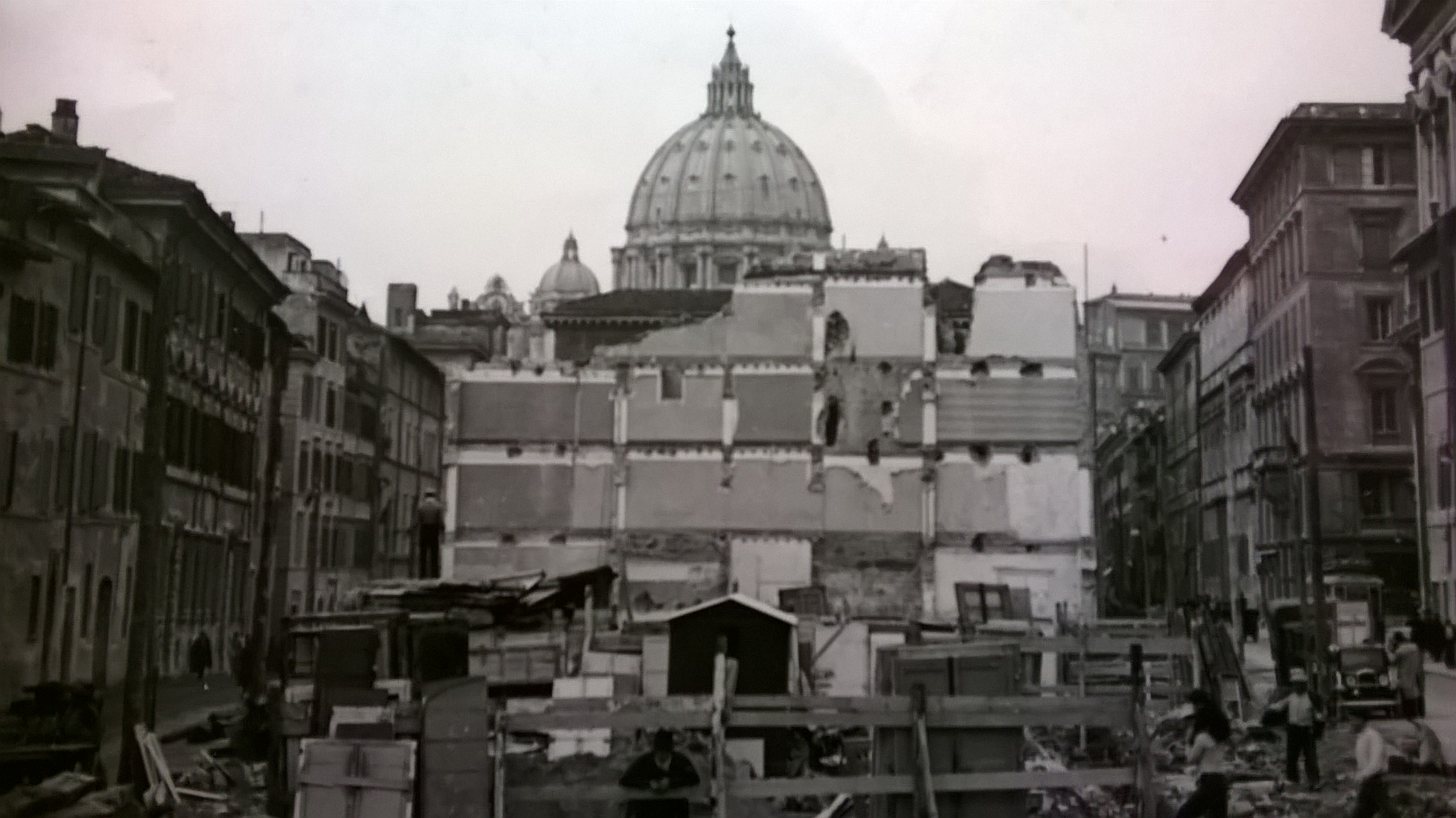
Demolizione della Spina di Borgo (1937).

A parte alcuni disegni, non fu effettuato alcun rilievo dell'antico quartiere.
La maggior parte degli abitanti, le cui famiglie avevano vissuto e lavorato in Borgo da secoli, furono deportati nelle borgate, come Acilia.
Ciò accadde fra l'altro poiché i nuovi edifici eretti ai lati della strada non avevano funzione abitativa, ma ospitavano uffici, alcuni dei quali usati dal Vaticano.
Il giudizio sull'intera impresa, controverso sin dall'inizio, sembra ora essere largamente negativo. Infatti, a parte la distruzione di molti antichi edifici e, soprattutto, dell'intero tessuto sociale, ciò che è andata persa per sempre è stata la "sorpresa" (tipica del Barocco), che ciascuno sperimentava quando, alla fine dei vicoli stretti e bui di Borgo, l'enorme piazza e la Basilica apparivano all'improvviso.
Ora, invece, San Pietro appare nella distanza, appiattita come in una cartolina, così che anche il senso di prospettiva è andato perduto.
Durante gli anni trenta del novecento, estesi lavori di demolizione interessarono anche la parte nord-ovest del rione (via di Porta Angelica e via del Mascherino).
Questi furono ufficialmente intrapresi per definire meglio il confine fra l'Italia e il nuovo Stato della Città del Vaticano.

### Borgo oggi
Dal 1950, i Borghiciani (così si chiamano in romanesco gli abitanti di Borgo) superstiti vivono a nord del Passetto, dove il quartiere ha potuto mantenere sino a tempi recenti il suo carattere popolare. Anche diversi alti prelati scelgono sempre di abitare nella Città leonina: lo stesso cardinal Ratzinger ha vissuto in Borgo Pio per più di vent'anni prima della sua elezione al soglio di Pietro.
A sud del passetto il quartiere mostra un volto completamente diverso: vi si trovano solamente uffici (soprattutto del Vaticano), un Auditorium, ed il grande complesso dell'ospedale di Santo Spirito, il quale dopo più di 800 anni continua sempre la sua missione. L'unico legame con il passato sono i negozi di souvenir su via della Conciliazione.
Due grandi eventi coinvolsero Borgo durante gli ultimi anni. Nel 2000, il Giubileo vide una pacifica invasione di pellegrini e un boom immobiliare. Diversi appartamenti furono trasformati in residenze per turisti, mentre molti artigiani furono costretti dal cambiamento socioeconomico a lasciare il rione e le loro botteghe divennero fast food e negozi di ricordi per turisti.
Nel 2005, durante le settimane intercorse fra la morte di papa Giovanni Paolo II e l'elezione di Benedetto XVI, il rione assistette al transito di milioni di pellegrini giunti a Roma per rendere omaggio al Pontefice defunto.

### Stemma
Partito dalla fascia di rosso bordata d'argento; nel primo di rosso col leone fermo addestrato da tre monti al naturale cirnati da stella d'argento a otto punte; nel secondo terrazzato al naturale.
Di rosso col leone d'oro fermo avente nelle branche un ramo di pero fruttato di tre pezzi, addestrato da tre piccoli monti al naturale cimati da stella d'argento a otto punte; tutto sopra una cassa d'argento ferrata a tre divisioni, col motto Vigilat sacri thesauri custos.
Lo stemma rappresenta un leone (dal nome Città leonina, con cui il quartiere viene anche chiamato) accovacciato, avente di fronte i tre monti e la stella. Questi ultimi, insieme al leone rampante, fanno parte dell'insegna di Sisto V, il papa che elevò Borgo a quattordicesimo rione di Roma.

## Monumenti e luoghi d'interesse

### Architetture civili
- Castel Sant'Angelo, su lungotevere Castello.
- Arcispedale di Santo Spirito in Saxia, su via S. Pio X.
- Palazzo Alicorni, su borgo S. Spirito.
- Palazzo Cesi-Armellini, su via della Conciliazione.
- Palazzo del Commendatore, su borgo S. Spirito.
- Palazzo dei Convertendi, su via della Conciliazione.
- Palazzo Giraud-Torlonia, su via della Conciliazione.
- Palazzo dei Penitenzieri, su via della Conciliazione.
- Palazzo Rusticucci-Accoramboni, su via della Conciliazione.
- Palazzo del Sant'Uffizio, su piazza del Sant'Uffizio.
- Palazzo Serristori, su via dei Cavalieri del Santo Sepolcro.

Scomparse
- Palazzo Branconio dell'Aquila, su borgo Nuovo (demolito nel 1667)
- Palazzo del Governatore di Borgo, su borgo Nuovo (demolito nel 1936-37)
- Ospedale di San Carlo, su borgo Santo Spirito (demolito nel 1939)

### Architetture religiose
- Chiesa di Santa Maria in Transpontina
- Chiesa di Santo Spirito in Sassia
- Chiesa dei Santi Michele e Magno (zona extraterritoriale)
- Chiesa di Santa Maria Annunziata in Borgo (demolita e ricostruita)
- Cappella di San Francesco Borgia dei Gesuiti (all'interno della casa generalizia dei gesuiti)
- Cappella di Santa Monica
- Chiesa di San Lorenzo in Piscibus
- Chiesa di Santa Maria della Pietà in Camposanto dei Teutonici (zona extraterritoriale)
- Chiesa di San Pietro in Borgo (zona extraterritoriale)
- Oratorio della Dottrina Cristiana

Scomparse
- Chiesa di Santa Maria della Febbre
- Chiesa di San Giacomo a Scossacavalli (demolita nel 1937)
- Chiesa di Santa Maria delle Grazie a Porta Angelica (demolita nel 1939)
- Chiesa di Santa Maria della Purità (demolita fra il 1937 e il 1940)
- Chiesa di San Michele Arcangelo ai Corridori di Borgo (demolita nel 1939)
- Oratorio di San Filippo Neri in Borgo (demolito nel 1938)

### Porte
- Porta Angelica (demolita)
- Porta Castello
- Porta Santo Spirito

### Ponti
- Ponte Sant'Angelo
- Ponte Vittorio Emanuele II

### Altro
- Passetto (er "Coridore")
- Mura leonine
- Fontana delle Palle di Cannone di Pietro Lombardi
- Palazzolo

## Geografia antropica

### Piazze
- Piazza Adriana
- Largo degli Alicorni
- Piazza A. Capponi
- Piazza del Catalone
- Piazza della Città Leonina
- Largo del Colonnato
- Piazza Della Rovere
- Largo Giovanni XXIII
- Largo I. Gregori
- Piazza Pia
- Piazza Pio XII
- Largo di Porta Castello
- Largo di Porta Cavalleggeri
- Piazza del Risorgimento
- Piazza del S. Uffizio
- Piazza delle Vaschette

### Strade
- Borgo Angelico
- Borgo Pio
- Borgo Sant'Angelo
- Borgo Santo Spirito
- Borgo Vittorio
- Galleria Principe Amedeo di Savoia-Aosta
- Lungotevere Castello
- Lungotevere in Sassia
- Lungotevere Vaticano
- Via della Conciliazione
- Via Alberico II
- Via dei Bastioni
- Vicolo del Campanile
- Via dei Cavalieri del Santo Sepolcro
- Viale Giuseppe Ceccarelli
- Via dei Corridori
- Via dell'Erba
- Via del Falco
- Vicolo del Farinone
- Via delle Fosse di Castello
- Via delle Grazie
- Vicolo dell'Inferriata
- Via del Mascherino
- Via degli Ombrellari
- Vicolo d'Orfeo
- Via dell'Ospedale
- Via Padre Pancrazio Pfeiffer
- Vicolo delle Palline
- Via Paolo VI
- Via dei Penitenzieri
- Via Plauto
- Via Stefano Porcari
- Via di Porta Angelica
- Via di Porta Castello
- Via di Porta Santo Spirito
- Via Rusticucci
- Salita dei Santi Michele e Magno
- Via San Pio X
- Via Scossacavalli
- Via della Traspontina
- Via dei Tre Pupazzi
- Via Giovanni Vitelleschi

## Strade e piazze scomparse
- Borgo Nuovo
- Borgo Vecchio
- Piazza Armellina
- Piazza Rusticucci
- Piazza Scossacavalli
- Via dell'Elefante
- Vicolo dell'Armellino
- Vicolo del Boia
- Vicolo del Colonnato
- Vicolo del Villano
- Vicolo Dritto
- Vicolo Torto
- Vicolo della Traspontina